# Lau Ching-wan

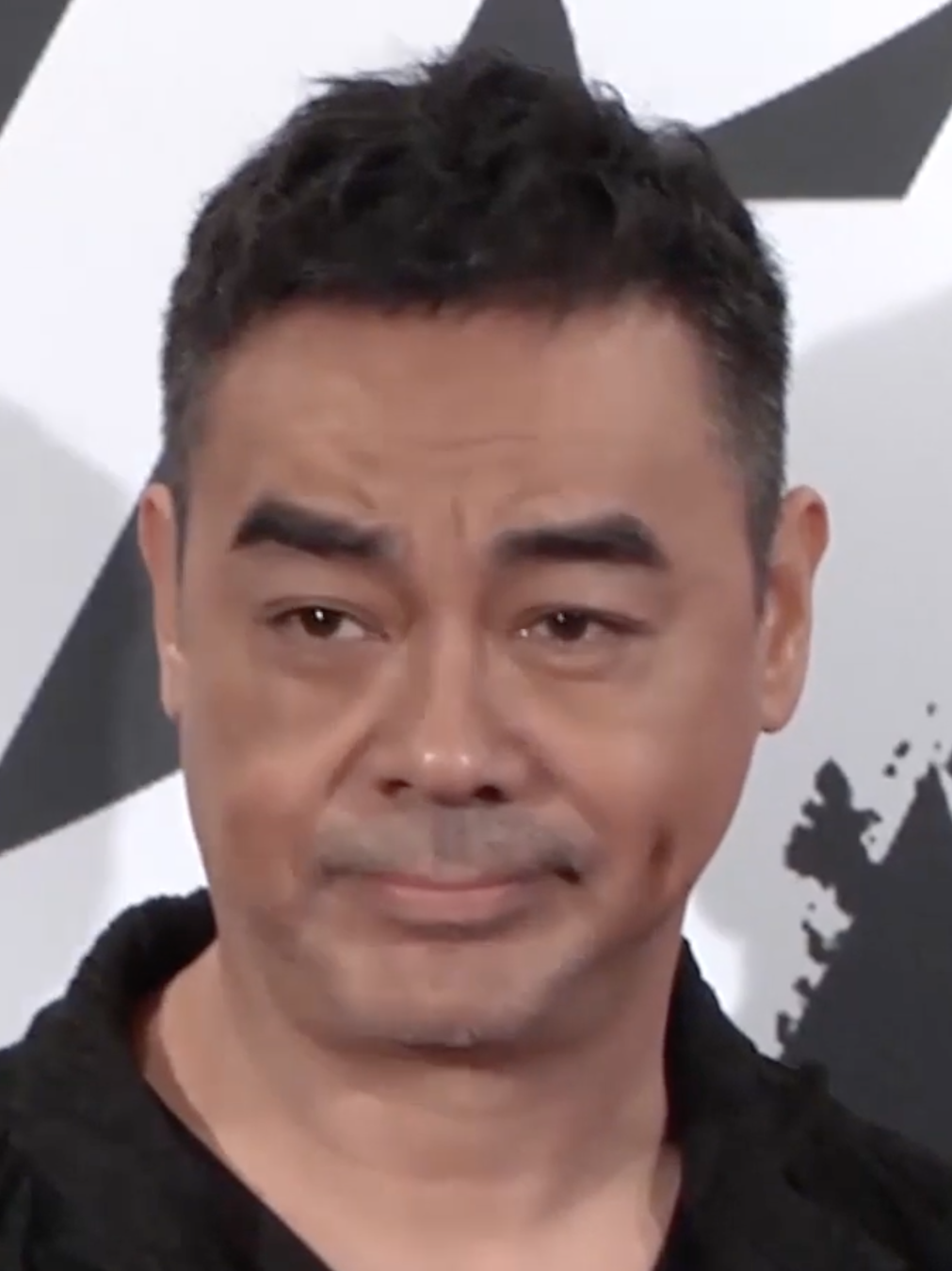
Lau Ching-wan en 2018.

Lau Ching-wan (劉青雲, né le 16 février 1964), aussi connu sous le nom de Sean Lau, est un acteur hongkongais. Il est l'acteur  ayant le plus de nominations au Hong Kong Film Award du meilleur acteur (12 nominations), et en a remporté trois (en 2007, 2015 et 2023 pour My Name Is Fame (en), Overheard 3 et Detective vs Sleuths (en)).

## Biographie
Lau commence sa carrière en intégrant la classe d'acteurs de TVB en 1983 et fait sa première apparition à la télévision en 1984. Il débute ensuite au cinéma en 1986. Handicapé par son physique différent des autres stars masculines de Hong Kong, il doit attendre 1993 pour avoir du succès avec C'est la vie, mon chéri de Derek Yee. Dès lors il enchaîne les films et devient le spécialiste des polars de Hong Kong après la rétrocession, en particulier dans les productions Milkyway et les films de Johnnie To. Il réalise ses rôles les plus marquants dans The Longest Nite, Full Alert, The Victim et Mad Detective. Dans The Longest Nite, il est confronté à Tony Leung Chiu-wai dans un film crépusculaire sur la rétrocession. Dans Full Alert, il est un policier faisant face à un tueur psychopathe interprété par Francis Ng. Dans Mad Detective, il est un policier pouvant voir la personnalité cachée des gens.

## Filmographie sélective
- 1988 : Police Story 2
- 1989 : My Dear Son
- 1993 : C'est la vie, mon chéri
- 1994 : Return to a Better Tomorrow
- 1994 : Bomb Disposal Officer: Baby Bomb
- 1995 : Loving you
- 1996 : Beyond Hypothermia
- 1996 : Black Mask
- 1997 : Too Many Ways to Be No. 1
- 1997 : The Longest Nite
- 1997 : Lifeline
- 1997 : Full Alert
- 1998 : Expect the Unexpected
- 1999 : Where a Good Man Goes
- 1999 : Running Out of Time
- 1999 : The Victim
- 2001 : Running Out of Time 2
- 2002 : Fat Choi Spirit
- 2002 : My Left Eye Sees Ghosts
- 2003 : Love Under the Sun
- 2004 : Fantasia
- 2005 : Himalaya Singh
- 2006 : The Shopaholics
- 2006 : My Name Is Fame (en)
- 2007 : Mad Detective
- 2009 : Overheard
- 2009 : Written By
- 2009 : Poker King
- 2011 : La Vie sans principe
- 2011 : Overheard 2
- 2012 : Fairy Tale Killer
- 2012 : Le Grand magicien
- 2012 : Le Mystère des balles fantômes
- 2013 : Inferno
- 2013 : La Guerre des Cartels
- 2014 : Overheard 3
- 2015 : Insanity (en)
- 2015 : A Tale of Three Cities (en)
- 2015 : The Vanished Murderer
- 2016 : Call of Heroes
- 2016 : Heartfall Arises (en)
- 2017 : Dealer/Healer
- 2019 : Integrity
- 2020 :Shock Wave 2
- 2022 : Warriors of Future
- 2022 : Detective vs Sleuths
- 2023 : The White Storm 3: Heaven or Hell
- 2025 : Fung lam fo saan (风林火山) de Juno Mak

## Distinctions

### Récompenses
- Hong Kong Film Critics Society Awards 1997 : meilleur acteur pour Full Alert
- Golden Bauhinia Awards 2000 : meilleur acteur pour Where a Good Man Goes
- Hong Kong Film Critics Society Awards 2001 : meilleur acteur pour La Brassiere
- Hong Kong Film Awards 2007 : meilleur acteur pour My Name is Fame
- Golden Bauhinia Awards 2007 : meilleur acteur pour My Name is Fame
- Hong Kong Film Awards 2015 : meilleur acteur pour Overheard 3
- Hong Kong Film Awards 2023 : meilleur acteur pour Detective vs Sleuths

### Nominations
- Hong Kong Film Awards 1994 : meilleur acteur pour C'est la vie, mon chéri et Thou Shalt Not Swear
- Hong Kong Film Awards 1997 : meilleur acteur pour Big Bullet
- Hong Kong Film Awards 1998 : meilleur acteur pour Full Alert
- Hong Kong Film Awards 1999 : meilleur acteur pour The Longest Nite
- Hong Kong Film Awards 2000 : meilleur acteur pour The Victim
- Hong Kong Film Awards 2004 : meilleur acteur pour Lost in Time
- Hong Kong Film Awards 2008 : meilleur acteur pour Mad Detective
- Hong Kong Film Awards 2010 : meilleur acteur pour Overheard
- Hong Kong Film Awards 2012 : meilleur acteur pour La Vie sans principe et Overheard 2
- Hong Kong Film Awards 2013 : meilleur acteur pour Le Mystère des balles fantômes
- Hong Kong Film Awards 2014 : meilleur acteur pour La Guerre des cartels
- Hong Kong Film Awards 2015 : meilleur acteur pour Insanity